# نفود ذقان
نفُود ذِقَّان أو عرق أَذْقَان العَطْشَان كثبان رملية، كبيرة المساحة. تقع في عالية نجد وسط المملكة العربية السعودية.

## الوصف
تقع نفود ذقان إلى الجنوب الغربي من نفود السرة وتبعد عنها نحو 40 كم٬ وتنسب إلى الجبل الذي يحدها من الشمال وهو جبل أَذْقَان العَطْشَان أو جبل اذقان، ويطلق عليه في خرائط مصلحة المساحة الجوية عرْق أَذقَان العَطْشان٬ وتمتد هذه النفود من الشمال الغربي نحو الجنوب الشرقي إلى مسافة 29 كم بعرض يراوح بين 3 و8 كم٬ ومساحتها 170 كم.